# Haigh
Haigh is een civil parish in het bestuurlijke gebied Wigan, in het Engelse graafschap Greater Manchester met 989 inwoners.

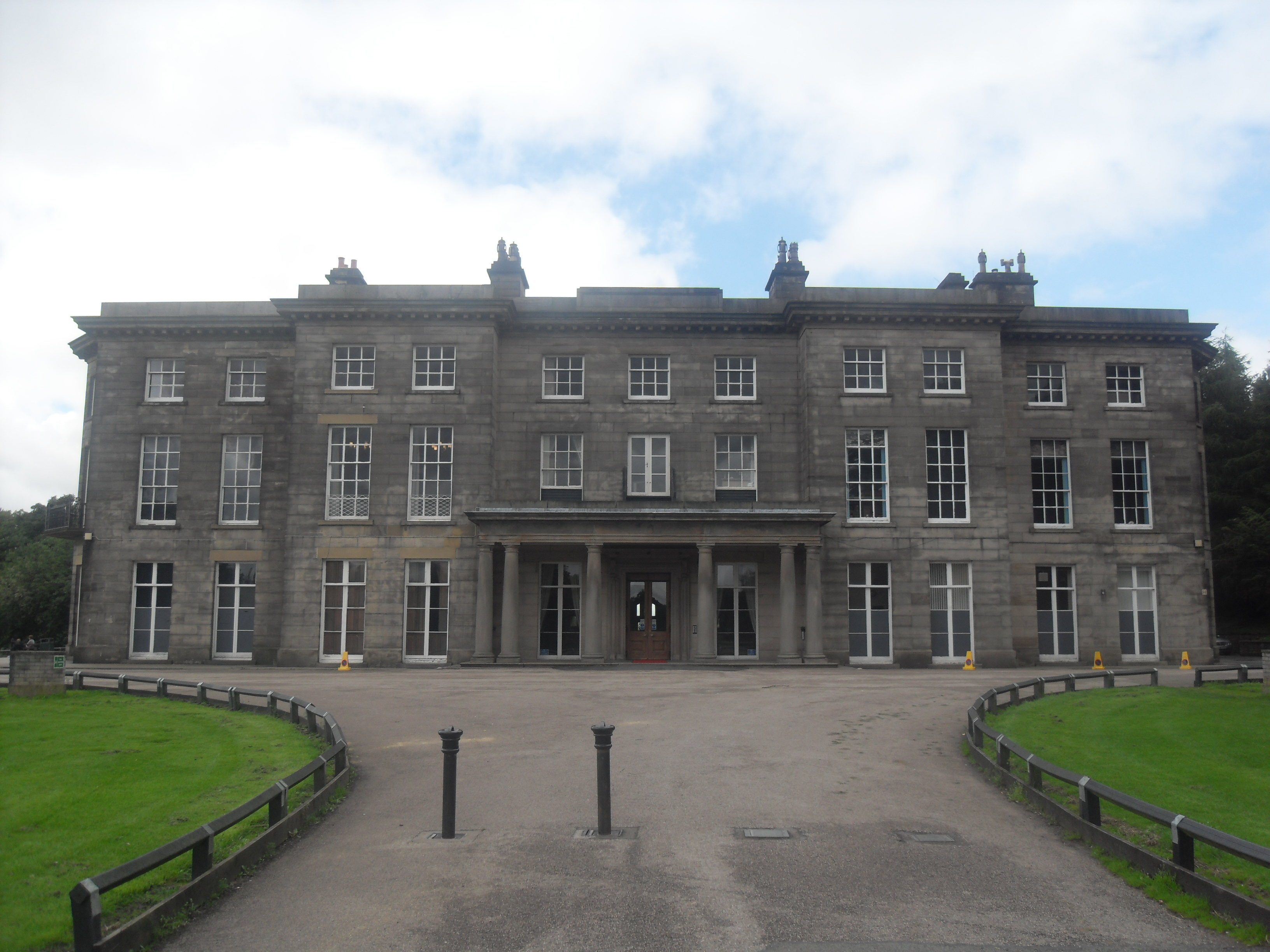
Haigh Hall
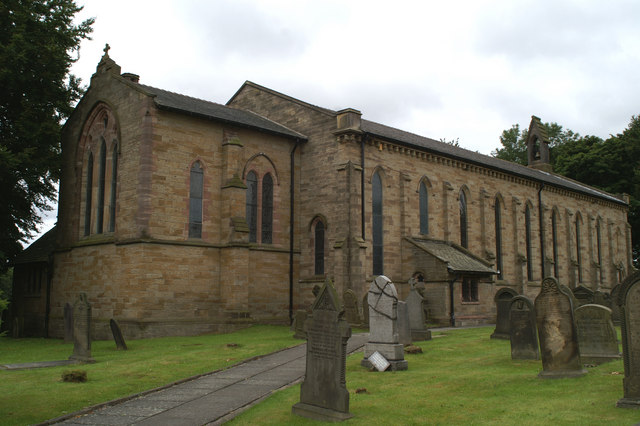
Parochiekerk van St. David